# خليفة الفاضل
خليفة علي الفاضل أكاديمي وحقوقي بحريني. شغل منصب مساعد أمين عام مجلس التعاون لدول الخليج العربية، ويشغل حاليا منصب وكيل الديوان الملكي بمملكة البحرين. كان يشغل منصب أمين عام المؤسسة الوطنية لحقوق الإنسان حتى العام 2019.

## السيرة
حصل الفاضل على ليسانس حقوق من جامعة البحرين في العام 2009 وماجستير في القانون الدولي من المملكة المتحدة. بعدها واصل دراسته للدكتوراة في القانون الدولي العام في جامعة ليدز في المملكة المتحدة وعمل فور تخرجه أستاذا مساعدا للقانون الدولي العام في قسم قانون العام بجامعة البحرين.
كان أستاذا زائرا في جامعة كمبردج وقام بنشر عددا من الكتب والبحوث العلمية المحكمة في دور النشر والدوريات العالمية.